# Killiyoor
Killiyoor es una ciudad y nagar Panchayat situada en el distrito de Kanyakumari en el estado de Tamil Nadu (India). Su población es de 20938 habitantes (2011). Se encuentra a 43 km de Thiruvananthapuram y a 81 km de Tirunelveli. 

## Demografía
Según el censo de 2011 la población de Killiyoor era de 20938 habitantes, de los cuales 10309 eran hombres y 10629 eran mujeres. Killiyoor tiene una tasa media de alfabetización del 89,30%, superior a la media estatal del 80,09%: la alfabetización masculina es del 91,95%, y la alfabetización femenina del 86,74%.